# Yonhap
A Yonhap é a principal agência de notícias da Coreia do Sul. É uma empresa financiada por fundos públicos, sediada em Seul. A Yonhap provê artigos de notícias, imagens e outras informações para jornais, redes de televisão e outras mídias na Coreia do Sul.

## História
A Yonhap (significa "unido" em coreano) foi fundada em 19 de dezembro de 1980, através da fusão da Agência de Notícias Hapdong e Orient Press. Mantém vários acordos com 78 agências de notícias não-coreanas, e tem também um acordo de serviços de intercâmbio com a norte-coreana Agência Central de Notícias da Coreia (KCNA), assinado em 2002. É o único serviço coreano que trabalha com agências de notícias estrangeiras, e fornece uma seleção de notícias gratuita através de seu site em coreano, inglês, chinês, japonês, espanhol, árabe e francês.
A Yonhap foi a agência de notícias anfitriã dos Jogos Olímpicos de Verão de 1988, e foi eleita duas vezes para o conselho da Organização das Agências de Notícias da Ásia-Pacífico (OANA).
Possui mais de 60 correspondentes no exterior e cerca de 580 repórteres em todo o país, tornando-a a maior agência de notícias sul-coreana. Seu maior acionista é a Korea News Agency Commission (KONAC).

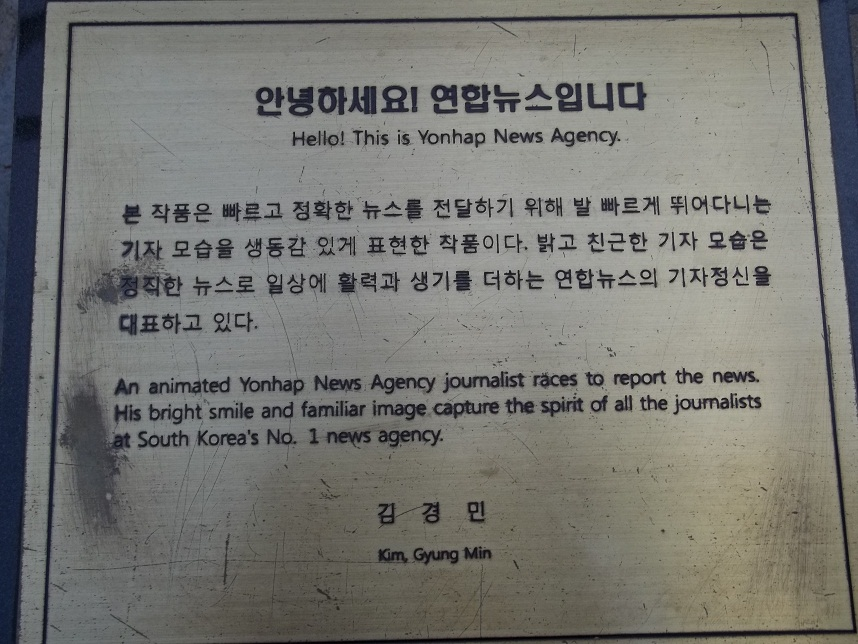
Placa ao pé da estátua do Jornalista Yonhap, 2014.